# 1974 en sport automobile
Chronologie du Sport automobile
1973 en sport automobile - 1974 en sport automobile - 1975 en sport automobile

## Faits marquants de l'année1974ensport automobile
- Emerson Fittipaldi remporte le Championnat du monde de Formule 1 au volant d'une McLaren-Ford.

## Par mois

### Janvier
- 13 janvier, (Formule 1) : Grand Prix automobile d'Argentine.
- 27 janvier, (Formule 1) : Grand Prix automobile du Brésil.

### Mars
- 15 mars, (Rallye automobile) : arrivée du Rallye Safari.
- 30 mars, (Formule 1) : Grand Prix automobile d'Afrique du Sud.

### Avril
- 28 avril (Formule 1) : Grand Prix automobile d'Espagne.

### Mai
- 12 mai (Formule 1) : Grand Prix automobile de Belgique.
- 26 mai
  - (Formule 1) : Grand Prix automobile de Monaco.
  - 500 miles d'Indianapolis

### Juin
- 9 juin (Formule 1) : Grand Prix automobile de Suède.
- 15 juin : départ de la quarante-deuxième édition des 24 Heures du Mans.
- 16 juin : victoire de Henri Pescarolo et Gérard Larrousse aux 24 Heures du Mans.
- 23 juin (Formule 1) : Grand Prix automobile des Pays-Bas.

### Juillet
- 7 juillet (Formule 1) : victoire du suédois Ronnie Peterson sur une Lotus-Ford au Grand Prix automobile de France.
- 20 juillet (Formule 1) : Grand Prix de Grande-Bretagne.

### Août
- 4 août :
  - (Formule 1) : Grand Prix automobile d'Allemagne.
  - (Rallye automobile) : arrivée du Rallye de Finlande.
- 18 août (Formule 1) : Grand Prix automobile d'Autriche.

### Septembre
- 8 septembre : Grand Prix automobile d'Italie.
- 22 septembre (Formule 1) : Emerson Fittipaldi devient champion du monde des pilotes de Formule 1 en remportant le Grand Prix du Canada.

### Octobre
- 5 octobre (Rallye automobile) : arrivée du Rallye Sanremo.
- 6 octobre (Formule 1) : Grand Prix automobile des États-Unis.
- 20 octobre (Rallye automobile) : arrivée du Rallye de Rideau Lakes.

### Novembre
- 3 novembre (Rallye automobile) : arrivée du Rallye Press on Regardless.
- 20 novembre (Rallye automobile) : arrivée du Rallye de Grande-Bretagne.

### Décembre
- 1er décembre (Rallye automobile) : arrivée du Tour de Corse.

## Naissances
- 8 février : Greg Hotz, pilote automobile suisse.
- 12 février : Toranosuke Takagi, pilote automobile japonais de Formule 1, ayant disputé 32 Grands Prix en 1998 et 1999.
- 16 février : Jamie Davies, pilote automobile britannique.
- 20 février : James Ruffier, pilote automobile français
- 26 février : Sébastien Loeb, pilote automobile français de rallye
- 18 mars : Julien Beltoise, pilote automobile français. fils du pilote Jean-Pierre Beltoise et  frère du pilote Anthony Beltoise.
- 29 mars : Marc Gené, pilote de Formule 1 et d'endurance espagnol.
- 14 avril : Eddy Bénézet, pilote automobile français de rallycross.
- 18 avril : Jochen Hahn, pilote de course allemand sur camions, quadruple champion d'Europe du CECC.
- 23 avril : Eddy Joosen, pilote automobile belge.
- 26 avril : James Thompson, pilote automobile anglais.
- 30 avril :  Kris Princen, pilote  de rallyes belge.
- 28 mai : Hervé Taverney, pilote automobile suisse.
- 21 juin : Craig Lowndes, pilote automobile australien.
- 13 juillet : Jarno Trulli, pilote italien de Formule 1.
- 5 août : Jean-François Déry, pilote automobile de stock-car.
- 16 août : Elton Julian, pilote automobile équatorien.
- 3 septembre : Didier André, pilote automobile français.
- 12 septembre : Guy Smith, pilote automobile anglais.
- 10 octobre : Dale Earnhardt Jr, pilote automobile américain en NASCAR.
- 18 novembre : Petter Solberg, pilote de rallye norvégien.

## Décès
- 22 mars : Peter Revson, 35 ans, pilote automobile américain, ayant disputé 30 GP de Formule 1 entre 1964 et 1974. (° 27 février 1939).
- 8 juillet : Louis Rigal, pilote automobile français, de courses d'endurance et de Grand Prix. (° 20 juillet 1887).
- 26 septembre : Harry Hartz, pilote automobile américain des années 1920, devenu directeur d'écurie durant les années 1930, (° 24 décembre 1896).
- 6 octobre :  Helmuth Koinigg, pilote automobile autrichien. (° 3 novembre 1948).